# آدرار بوس
آدرار بوس (به لاتین: Adrar Bous) یک کوه و محوطه باستانی در نیجر است که در Goûgaram واقع شده‌است.